# Tanjuang Bonai
Tanjuang Bonai is een bestuurslaag in het regentschap Tanah Datar van de provincie West-Sumatra, Indonesië. Tanjuang Bonai telt 10.796 inwoners (volkstelling 2010).